# 平達裸胸鱔
平達裸胸鱔，又稱平達裸胸鯙、平氏裸胸鱔、錢鰻、薯鰻、虎鰻，為輻鰭魚綱鰻鱺目鯙亞目鯙科的其中一種，分布於印度太平洋區，從東非至社會群島，北起奄美群島，南迄澳洲大堡礁海域，棲息深度可達43公尺，體長可達39公分，為底棲性魚類，生活在潟湖、向海礁坡，屬肉食性，生活習性不明。

## 擴展閱讀
維基物種上的相關：平達裸胸鱔